# ジェイムズ・デュワー

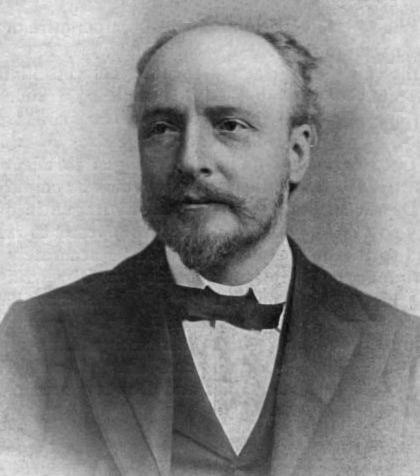
サー・ジェイムズ・デュワー

サー・ジェイムズ・デュワー（Sir James Dewar, 1842年9月20日 - 1923年3月27日）は、イギリスの化学者・物理学者。液体酸素が磁性を持つことの発見、水素の液化と固化の成功など低温物理学の分野で先駆的な研究を行った。また魔法瓶（デュワー瓶）や、コルダイト火薬（無煙火薬の一種）を発明した。

## 生涯

### 生い立ち
ジェイムズ・デュワーは、1842年9月20日にスコットランドのキンカーディン=オン=フォースで6人兄弟の末っ子として生まれた。地元の学校に通っていたが、1852年にリウマチ熱にかかり、長期間の療養生活を余儀なくされた。15歳になるまでに両親とは死別。兄弟と暮らしていたが、1859年にエディンバラ大学に入学した。大学ではプレイフェア卿のもとで学び、卒業後も彼の助手としてとどまった。

### 初期の研究
デュワーの最初の論文は1867年に発表された化学構造モデルに関するもので、そこでベンゼンの構造式の候補（環状構造を含む）をいくつか挙げていた。これがケクレの目に留まり、デュワーはその夏ベルギーのヘントにあった彼の研究室に招かれた。ここでデュワーはベンゼンの他にピリジンやキノリンの構造式も提案している。帰国してからは再びエディンバラ大学で1873年まで助手として働き、1869年からは王立獣医学校の講師も兼任した。王立獣医学校で、デュワーは生涯をささげた低温物理学の研究を始めることになる。

### スペクトルの研究
デュワーは、1875年にケンブリッジ大学のアンドリュー・ジャクソン実験自然哲学と化学の教授に、1877年にロンドン王立研究所のフラー化学教授に就任し、両方を死ぬまで務めた。
ケンブリッジ大学では、リーヴェイング（George Liveing）と共同で25年以上にわたってスペクトルの研究を行った。これはスペクトル線やスペクトルバンドと分子の状態の関係を調べるものだった。

### 低温物理学

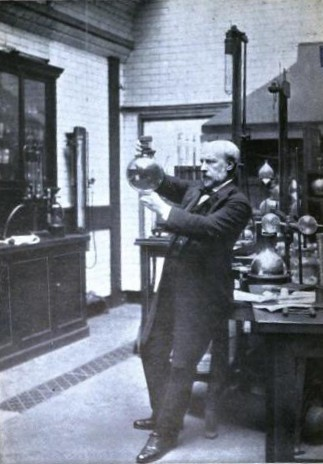
研究室でのデュワー（1910年）

1877年に王立研究所に移ったデュワーは、ここで低温物理学、特に気体の液化とその低温物性の研究を行った。この年、フランスのカイユテとスイスのピクテがそれぞれ独立に別の手法を用いて窒素と酸素の液化に成功していた。デュワーは翌年には酸素の液化に成功し、王立協会の金曜講演で実演した。また1885年までには大量の液体酸素を製造できるようにし、1891年、液体の酸素やオゾンが磁性を持つことを発見した。
デュワーは、「膨張させた気体は温度が下がる」というジュール=トムソン効果を利用して気体を冷却する技術を開発した。これを用いて、1895年に微量ながら水素を液化することに成功した。彼は設備を大型なものにし、1898年には液体水素を大量に製造できるようにしてその屈折率を調べ、さらに翌年-259℃という低温で水素の凝固にも成功した。
デュワーによる水素の液化によって、気体液化の競争は最後のひとつヘリウムを残すのみとなっていた。デュワーはヘリウムの液化を目指したが、不純物のネオンが先に凍結して装置をつまらせてしまい、不成功に終わった。ヘリウムの液化は1908年にオランダのカメルリング・オネスが同じくジュール=トムソン効果を利用して成功した。
デュワーは、低温での化学反応、物性、燐光などを研究した。たとえば、フッ素以外のほとんどの化学反応が低温では不活発になること、羽毛のような物質は低温で燐光を発することなどを発見した。また1892年から1895年にかけてはロンドン大学のフレミングと共同で200°Cから-200°Cの範囲で電気抵抗を調査し、これが絶対零度近くで0になるだろうと予言した。これもヘイケ・カメルリング・オネスによって1911年に発見され、超伝導と呼ばれるようになった。
1892年、研究の合間にデュワーは魔法瓶（デュワー瓶）を発明した。これは二重壁の内壁と外壁の間を真空にして伝導と対流を防ぐというものである。当初これはガラスで作られており、1904年に2人のドイツ人ガラス職人が商品化に成功し、公募した「テルモス（ギリシア語で「熱」「熱い」を意味する）」の商標で発売した。製作や取り扱いのためには金属製のものが望まれていたが、金属では表面に吸収されていた空気が放出されるため製造することができなかった。1905年、デュワーはココナッツの殻の炭を-185℃に冷やしたところ、それが真空度を上げる吸着剤として利用できることを発見し、さらに内部を銀メッキして放射を防ぐことを考案した。これは極低温の液体を長く保管できるため、自身の研究に大きく貢献することになった。

### 薄膜の研究
第一次世界大戦が勃発すると、低温研究は費用がかかるため中止された。そこでデュワーは表面張力や音波の分析のために薄膜の研究を行った。ある泡は322日の間壊れず、別の泡は直径1.2mまで成長した。
その後彼の研究は赤外線放射に移り、1921年には液体酸素で冷やした鋭敏な機器を用いて太陽放射を測定した。
デュワーは、1923年3月27日にロンドンで死去した。

## 年譜
- 1842年 - スコットランドに生まれる。
- 1859年 - エディンバラ大学に入学。
- 1869年 - 王立獣医学校の講師に就任。
- 1875年 - ケンブリッジ大学教授に就任。
- 1877年 - 王立研究所のフラー教授職（英語版）、王立協会フェロー選出[2]。
- 1888年 - 火薬に関する政府諮問委員に任命される（-1891年）。
- 1889年 - アーベルと共同でコルダイト火薬を発明。
- 1891年 - 液体酸素と液体オゾンが磁性を持つことを発見。
- 1892年 - デュワー瓶（魔法瓶の原型）を発明。
- 1895年 - 水素の液化に成功。
- 1904年 - 英国のナイトに叙せられる。
- 1923年 - ロンドンで死去。

## 受賞歴
- 1894年 - 王立協会からランフォード・メダル（物質の低温研究についての功績）
- 1899年 - スミソニアン協会からホジキン・メダル
- 1901年 - 王立協会からベーカリアン・メダル
- 1904年 - フランス科学アカデミーからラヴォアジエ・メダル
- 1908年 - 芸術協会からアルバート・メダル